# Ratpenat groc centreamericà
El ratpenat groc centreamericà (Rhogeessa tumida) és una espècie de ratpenat de la família dels vespertiliònids. Viu a Belize, Costa Rica, El Salvador, Guatemala, Hondures, Mèxic i Nicaragua. Els seus hàbitats són els boscos, tant perennes com caducifolis, les zones obertes i els poblets. Es tracta d'un animal insectívor. És una espècie en risc mínim, és a dir, no sembla que hi hagi cap amenaça significativa per a la seva supervivència.